# 李宏 (宋朝)
李宏（？—？），宋朝政治人物。
李宏曾于1027年接替田庆远任华亭县知县一职，1029年由向绎接任。